# USS Beagle (IX-112)
USS Beagle (IX-112) amerykański zbiornikowiec typu Armadillo z okresu drugiej połowy II wojny światowej. Oznaczany jako unclassified miscellaneous vessel był drugim okrętem United States Navy noszącym  nazwę pochodzącą od beagle – rasy małego krótkowłosego psa myśliwskiego. 
Stępkę jednostki położono w California Shipbuilding Corporation w Wilmington (Kalifornia) na podstawie kontraktu zawartego między firmą a Maritime Commission. Została zwodowana 29 października 1943 jako „David Rittenhouse”, matką chrzestną była żona Victora Daltona. Zbiornikowiec został przekazany Marynarce 20 listopada 1943 i wszedł do służby tego samego dnia. Pierwszym dowódcą został Lieutenant R. E. Rew, Jr., USNR.
Z Kalifornii "Beagle" udał się na Wyspy Marshalla via Pearl Harbor. Służył jako tankowiec kursując z Eniwetok, Kwajalein i Majuro do Saipanu, Iwo Jimy i Yokosuki (Japonia). 10 marca 1946 został zwolniony z tego przydziału i opuścił Eniwetok płynąc na Atlantyk. Do Strefy Kanału Panamskiego dotarł 16 kwietnia, a do Norfolk 30 kwietnia 1946. Został wycofany ze służby 13 czerwca 1946 i zwrócony Maritime Commission tego samego dnia.